# ارزش اختیار
در تحلیل هزینه-فایده و اقتصاد رفاه، اصطلاح ارزش اختیار به ارزشی (یا می‌توان گفت مقدار هزینه‌ای) گفته می‌شود که فرد حاضر است پرداخت کند به جهت حفظ یا نگهداری از دارایی عمومی یا خدمتی عمومی (همچون جنگل‌ها یا امکانات حمل و نقلی که عمومی هستند مثل قطار و خطوط ریلی) حتی اگر احتمال کمی برای استفاده وجود داشته باشد یا اصلاً هیچ زمان از آن دارایی یا خدمت استفاده نکند. این مفهوم معمولاً برای توجیه سرمایه‌گذاری مداوم در پارک‌ها، پناهگاه‌های حیات وحش، حفاظت از زمین و امکاناتی همچون خدمات حمل و نقل ریلی، در ارزیابی سیاست‌های عمومی به کار می‌رود؛ همچنین به عنوان یکی از اساس‌ها در مفهوم ارزش اقتصادی کل (به انگلیسی:total economic value، مخفف TEV) در رابطه با منابع زیست‌محیطی شناخته می‌شود.
این مفهوم از «ارزش اختیار» در تحلیل هزینه-فایده با مفهوم ارزش اختیار در امور مالی متفاوت است، چراکه این اصطلاح در امورمالی به ارزیابی یک ابزار مالی اشاره دارد که برای خرید یک دارایی در آینده ایجاد می‌شود. (به ارزش انتخاب زمان مراجعه کنید)
اگرچه، هر دو مفهوم می‌توانند با یکدیگر ارتباط داشته باشند از این نظر که بیانگر ارزیابی (در نظر گرفتن) موارد دارای ریسک (خطر یا آسیب) هستند.

## کاربرد
در ادبیات موضوع محیط زیست، ارزش اختیار معمولاً ارزشی است که برای حفظ منابع طبیعی در معرض تهدید قائل هستیم؛ با این هدف که در آینده شاید بتوان از آن‌ها بهره‌مند شد. ارزش اختیار برای تعیین ارزش حفظ زیستگاه‌های حیات وحش، مناطق بیابانی و منابع آبی که برای فعالیت‌های تفریحی مورد استفاده قرار می‍گیرند نیز استفاده شده‌است.
در ادبیات موضوع حمل و نقل، ارزش اختیار معمولاً به عنوان تخمین میزان ارزشی است که کسانی که از خدمات حمل و نقل ریلی حاضر استفاده نمی‌کنند، برای ادامه یافتن امکانات و خدمات حمل و نقل ریلی در آینده قائل هستند. (به عبارتی دیگر با این فرض که فرد در زمان حال از این خدمات استفاده نمی‌کند؛ حاضر به پرداخت چه میزان هزینه هست تا این خدمات در آینده نیز برای او برقرار باشند) مفهوم ارزش اختیار در ارزیابی هزینه-فایده پیشنهادهای متفاوت برای سرمایه‌گذاری در حمل و نقل، در وزارت حمل و نقل انگلستان و دولت اسکاتلند به عنوان نوعی منفعت شناخته شده و همچنین برای ارزیابی پروژه‌های ریلی منطقه‌ای در هلند نیز مورد استفاده قرار گرفته‌است. . در ایالات متحده، ارزش اختیار در چندین راهنمایی و مشاوره برای تحلیل هزینه-فایده پروژه‌های حمل و نقل، از جمله توسط کمیته هیئت تحقیقات حمل و نقل در اقتصاد حمل و نقل، برنامه تحقیقات تعاونی حمل و نقل، و مؤسسه سیاست حمل و نقل ویکتوریا به کار رفته و شناخته شده‌است.

## سیر تکاملی
اصطلاح ارزش اختیار و پایه‌های نظری آن ابتدا در سال ۱۹۶۴ توسط برتون وایزبرود به عنوان منفعتی که کسی به‌طور مستقیم از آن بهره‌مند نمی‌شود (منفعت غیرکاربر)، ایجاد شد. این مفهوم به عنوان یک عنصر منفعت‌زا جدا از مفهوم سنتی اضافه رفاه مصرف‌کننده مطرح شد و به سه عامل بستگی داشت: ۱) عدم اطمینان در مورد اینکه آیا در آینده هم نیاز یه مصرف آن دارایی وجود دارد، ۲) برگشت‌ناپذیری یا هزینه بالای جایگزینی در صورت از دست رفتن دارایی، و ۳) غیرقابل ذخیره بودن دارایی. به دنبال مطرح شدن این مفهوم مناظره دانشگاهی فعالی نیز در مورد این مفهوم و اصلاح اندازه‌گیری آن انجام شد. برخی از اقتصاددانان مفهوم ارزش اختیار را از مفهوم مازاد مصرف‌کننده بیشتر تمیز دادند و نقش آن را به عنوان یک ریسک‌گریزی به علت نگرانی از عدم اطمینان طرح کردند. (به عبارتی دیگر هزینه‌ای که فرد حاضر است به‌طور مثال برای حفظ خطوط ریلی بپردازد مانند حق بیمه‌ای است که برای اطمینان از قابلیت استفاده از خطوط در آینده می‌پردازد، با توجه به اینکه اکنون از خطوط ریلی استفاده نمی‌کند؛ یا می‌توان گفت امکان استفاده‌اش را در آینده بیمه می‌کند و حق بیمه ارزش حاصل شده در مفهوم ارزش گذاری اختیار است) و این پروسه منجر به این پیشنهاد شد که مفهوم «قیمت اختیار» مناسب‌تر از ارزش اختیار است.
دیگران بر جنبه برگشت‌ناپذیر بودن منبع تأکید کردند و بیشتر به شفاف ساختن چارچوب ارزیابی ارزش اجتناب از ریسک (خطرهای تجدید ناپذیر بودن منبع) پرداختند، همچنین پیشنهادهایی نیز برای اتخاذ مفهوم «شبه ارزش اختیار» یا «اثر برگشت‌ناپذیری» دادند.
همه این اصطلاحات و مفاهیم در ادبیات دانشگاهی مشاهده می‌شود و اصطلاح «ارزش اختیار» هنوز هم معمولاً در مطالعات کاربردی مورد استفاده قرار می‌گیرد (همان‌طور که در آثار ذکر شده در بخش «کاربردهای موجود» مشخص است؛ همچنین ببینید).